# Аннасейидов, Мовлам
Мовлам Аннасейидов — советский хозяйственный, государственный и политический деятель.

## Биография
Родился в 1925 году в посёлке Чохпетде. Член КПСС с 1955 года.
Участник Великой Отечественной войны. С 1949 года — на хозяйственной, общественной и политической работе. В 1949—1986 гг. — колхозник, звеновод бригады колхоза «НКВД» Халачского района Чарджоуской области, бригадир колхоза «Коммунизм» Халачского района Чарджоуской области, студент Чарджоуского сельскохозяйственного техникума, бригадир колхоза «Коммунизм» Халачского района Чарджоуской области.
За обеспечение устойчивого роста производства сахарной свёклы, картофеля, хлопка, овощных и других с/х культур, повышение производительности труда и снижение себестоимости продукции на основе внедрения индустриальных технологий был удостоен в составе коллектива Государственной премии СССР за выдающиеся достижения в труде 1985 года.
Умер после 1989 года.